# Lijst van integralen van hyperbolische functies
Dit artikel bevat een lijst van integralen van hyperbolische functies. Integralen zijn het onderwerp van studie van de integraalrekening. De hyperbolische functies zijn analogieën van goniometrische functies. Er wordt van alle integralen de primitieve functie gegeven, maar de integratieconstante is in de uitkomst steeds weggelaten.
{\displaystyle \int \sinh ax\ \mathrm {d} x={\frac {1}{a}}\cosh ax}
{\displaystyle \int \cosh ax\ \mathrm {d} x={\frac {1}{a}}\sinh ax}
{\displaystyle \int \sinh ^{2}ax\ \mathrm {d} x={\frac {1}{4a}}\sinh 2ax-{\frac {x}{2}}}
{\displaystyle \int \cosh ^{2}ax\ \mathrm {d} x={\frac {1}{4a}}\sinh 2ax+{\frac {x}{2}}}
{\displaystyle \int \tanh ^{2}ax\ \mathrm {d} x=x-{\frac {\tanh ax}{a}}}
{\displaystyle \int \sinh ^{n}ax\ \mathrm {d} x={\frac {1}{an}}\sinh ^{n-1}ax\cosh ax-{\frac {n-1}{n}}\int \sinh ^{n-2}ax\ \mathrm {d} x\qquad {\mbox{voor }}n>0}
{\displaystyle \int \sinh ^{n}ax\ \mathrm {d} x={\frac {1}{a(n+1)}}\sinh ^{n+1}ax\cosh ax-{\frac {n+2}{n+1}}\int \sinh ^{n+2}ax\ \mathrm {d} x\qquad {\mbox{voor }}n<0{\mbox{, }}n\neq -1}
{\displaystyle \int \cosh ^{n}ax\ \mathrm {d} x={\frac {1}{an}}\sinh ax\cosh ^{n-1}ax+{\frac {n-1}{n}}\int \cosh ^{n-2}ax\ \mathrm {d} x\qquad {\mbox{voor }}n>0}
{\displaystyle \int \cosh ^{n}ax\ \mathrm {d} x=-{\frac {1}{a(n+1)}}\sinh ax\cosh ^{n+1}ax-{\frac {n+2}{n+1}}\int \cosh ^{n+2}ax\ \mathrm {d} x\qquad {\mbox{voor }}n<0{\mbox{, }}n\neq -1}
{\displaystyle \int {\frac {dx}{\sinh ax}}={\frac {1}{a}}\ln \left|\tanh {\frac {ax}{2}}\right|}
{\displaystyle \int {\frac {dx}{\sinh ax}}={\frac {1}{a}}\ln \left|{\frac {\cosh ax-1}{\sinh ax}}\right|}
{\displaystyle \int {\frac {dx}{\sinh ax}}={\frac {1}{a}}\ln \left|{\frac {\sinh ax}{\cosh ax+1}}\right|}
{\displaystyle \int {\frac {dx}{\sinh ax}}={\frac {1}{a}}\ln \left|{\frac {\cosh ax-1}{\cosh ax+1}}\right|}
{\displaystyle \int {\frac {dx}{\cosh ax}}={\frac {2}{a}}\arctan e^{ax}}
{\displaystyle \int {\frac {dx}{\sinh ^{n}ax}}=-{\frac {\cosh ax}{a(n-1)\sinh ^{n-1}ax}}-{\frac {n-2}{n-1}}\int {\frac {dx}{\sinh ^{n-2}ax}}\qquad {\mbox{voor }}n\neq 1}
{\displaystyle \int {\frac {dx}{\cosh ^{n}ax}}={\frac {\sinh ax}{a(n-1)\cosh ^{n-1}ax}}+{\frac {n-2}{n-1}}\int {\frac {dx}{\cosh ^{n-2}ax}}\qquad {\mbox{voor }}n\neq 1}
{\displaystyle \int {\frac {\cosh ^{n}ax}{\sinh ^{m}ax}}\mathrm {d} x={\frac {\cosh ^{n-1}ax}{a(n-m)\sinh ^{m-1}ax}}+{\frac {n-1}{n-m}}\int {\frac {\cosh ^{n-2}ax}{\sinh ^{m}ax}}\mathrm {d} x\qquad {\mbox{voor }}m\neq n}
{\displaystyle \int {\frac {\cosh ^{n}ax}{\sinh ^{m}ax}}\mathrm {d} x=-{\frac {\cosh ^{n+1}ax}{a(m-1)\sinh ^{m-1}ax}}+{\frac {n-m+2}{m-1}}\int {\frac {\cosh ^{n}ax}{\sinh ^{m-2}ax}}\mathrm {d} x\qquad {\mbox{voor }}m\neq 1}
{\displaystyle \int {\frac {\cosh ^{n}ax}{\sinh ^{m}ax}}\mathrm {d} x=-{\frac {\cosh ^{n-1}ax}{a(m-1)\sinh ^{m-1}ax}}+{\frac {n-1}{m-1}}\int {\frac {\cosh ^{n-2}ax}{\sinh ^{m-2}ax}}\mathrm {d} x\qquad {\mbox{voor }}m\neq 1}
{\displaystyle \int {\frac {\sinh ^{m}ax}{\cosh ^{n}ax}}\mathrm {d} x={\frac {\sinh ^{m-1}ax}{a(m-n)\cosh ^{n-1}ax}}+{\frac {m-1}{n-m}}\int {\frac {\sinh ^{m-2}ax}{\cosh ^{n}ax}}\mathrm {d} x\qquad {\mbox{voor }}m\neq n}
{\displaystyle \int {\frac {\sinh ^{m}ax}{\cosh ^{n}ax}}\mathrm {d} x={\frac {\sinh ^{m+1}ax}{a(n-1)\cosh ^{n-1}ax}}+{\frac {m-n+2}{n-1}}\int {\frac {\sinh ^{m}ax}{\cosh ^{n-2}ax}}\mathrm {d} x\qquad {\mbox{voor }}n\neq 1}
{\displaystyle \int {\frac {\sinh ^{m}ax}{\cosh ^{n}ax}}\mathrm {d} x=-{\frac {\sinh ^{m-1}ax}{a(n-1)\cosh ^{n-1}ax}}+{\frac {m-1}{n-1}}\int {\frac {\sinh ^{m-2}ax}{\cosh ^{n-2}ax}}\mathrm {d} x\qquad {\mbox{voor }}n\neq 1}
{\displaystyle \int x\sinh ax\ \mathrm {d} x={\frac {1}{a}}x\cosh ax-{\frac {1}{a^{2}}}\sinh ax}
{\displaystyle \int x\cosh ax\ \mathrm {d} x={\frac {1}{a}}x\sinh ax-{\frac {1}{a^{2}}}\cosh ax}
{\displaystyle \int x^{2}\cosh ax\ \mathrm {d} x=-{\frac {2x\cosh ax}{a^{2}}}+\left({\frac {x^{2}}{a}}+{\frac {2}{a^{3}}}\right)\sinh ax}
{\displaystyle \int \tanh ax\ \mathrm {d} x={\frac {1}{a}}\ln |\cosh ax|}
{\displaystyle \int \coth ax\ \mathrm {d} x={\frac {1}{a}}\ln |\sinh ax|}
{\displaystyle \int \tanh ^{n}ax\ \mathrm {d} x=-{\frac {1}{a(n-1)}}\tanh ^{n-1}ax+\int \tanh ^{n-2}ax\ \mathrm {d} x\qquad {\mbox{voor }}n\neq 1}
{\displaystyle \int \coth ^{n}ax\ \mathrm {d} x=-{\frac {1}{a(n-1)}}\coth ^{n-1}ax+\int \coth ^{n-2}ax\ \mathrm {d} x\qquad {\mbox{voor }}n\neq 1}
{\displaystyle \int \sinh ax\sinh bx\ \mathrm {d} x={\frac {1}{a^{2}-b^{2}}}(a\sinh bx\cosh ax-b\cosh bx\sinh ax)\qquad {\mbox{voor }}a^{2}\neq b^{2}}
{\displaystyle \int \cosh ax\cosh bx\ \mathrm {d} x={\frac {1}{a^{2}-b^{2}}}(a\sinh ax\cosh bx-b\sinh bx\cosh ax)\qquad {\mbox{voor }}a^{2}\neq b^{2}}
{\displaystyle \int \cosh ax\sinh bx\ \mathrm {d} x={\frac {1}{a^{2}-b^{2}}}(a\sinh ax\sinh bx-b\cosh ax\cosh bx)\qquad {\mbox{voor }}a^{2}\neq b^{2}}
{\displaystyle \int \sinh(ax+b)\sin(cx+d)\ \mathrm {d} x={\frac {a}{a^{2}+c^{2}}}\cosh(ax+b)\sin(cx+d)-{\frac {c}{a^{2}+c^{2}}}\sinh(ax+b)\cos(cx+d)}
{\displaystyle \int \sinh(ax+b)\cos(cx+d)\ \mathrm {d} x={\frac {a}{a^{2}+c^{2}}}\cosh(ax+b)\cos(cx+d)+{\frac {c}{a^{2}+c^{2}}}\sinh(ax+b)\sin(cx+d)}
{\displaystyle \int \cosh(ax+b)\sin(cx+d)\ \mathrm {d} x={\frac {a}{a^{2}+c^{2}}}\sinh(ax+b)\sin(cx+d)-{\frac {c}{a^{2}+c^{2}}}\cosh(ax+b)\cos(cx+d)}
{\displaystyle \int \cosh(ax+b)\cos(cx+d)\ \mathrm {d} x={\frac {a}{a^{2}+c^{2}}}\sinh(ax+b)\cos(cx+d)+{\frac {c}{a^{2}+c^{2}}}\cosh(ax+b)\sin(cx+d)}
rationaal · irrationaal · exponentieel · logaritmisch · goniometrisch · invers goniometrisch · hyperbolisch · invers hyperbolisch